# Catedral de San Luis (Blois)
La catedral de San Luis de Blois o simplemente catedral de Blois (en francés: Cathédrale Saint-Louis) es una catedral católica de estilo gótico tardío en Blois, Francia. Es la sede de la diócesis de Blois, establecida en 1697 por una bula del papa Inocencio XII, cuando se estaba reconstruyendo la iglesia renacentista de San Solenne, destruida por una violenta tormenta. Anteriormente, los alrededores de Blois siempre habían dependido del obispado de Chartres para gestionar su administración.
Desde la existencia de una capilla de San Pedro atestiguada en el siglo VI, la actual catedral es, después de cuatro campañas de reconstrucción, la quinta iglesia que ha existido en este lugar. Fue clasificada en el título de los monumentos históricos el 9 de agosto de 1906.

## Historia

### Orígenes: la capilla de San Pedro
Ya en el siglo VI, existía una capilla bajo la advocación de san Pedro durante la época merovingia, reemplazando probablemente un santuario establecido en medio de un cementerio galorromano situado a las afueras de Blois, en dirección a Orleans.

### La iglesia de San Solen de Blois
Una cripta fue añadida a esta capilla circa el año 977, a petición de Luitgarda de Vermandois, viuda del conde Teobaldo I, para acoger las reliquias de san Solen, obispo de Chartres en tiempos del rey Clodoveo I. Fue en ese momento cuando la iglesia fue reconstruida por primera vez y tomó el nombre de San Solen. Un campanario fue añadido a la fachada occidental en el siglo XI.
En 1132, el obispo Thierry de Chartres ofreció la iglesia a la abadía de Burgo Mediano, establecida en Blois, cuyos monjes habían adoptado la regla de san Agustín una década antes. Los monjes comenzaron la segunda campaña de reconstrucción total del edificio. 

#### Guerra de los Cien Años
La iglesia parece haber sido reconstruida a partir del siglo XIII, especialmente en la parte inferior de la torre del campanario. En el contexto de la Guerra de los Cien Años, el siglo siguiente, el edificio fue rápidamente completado con madera ricamente decorada con los emblemas del rey Carlos VI, del príncipe-duque Luis de Valois y de su esposa Valentina Visconti. Además, la iglesia quedó dentro de una muralla que rodeaba los principales burgos de Blois.

#### Renacimiento

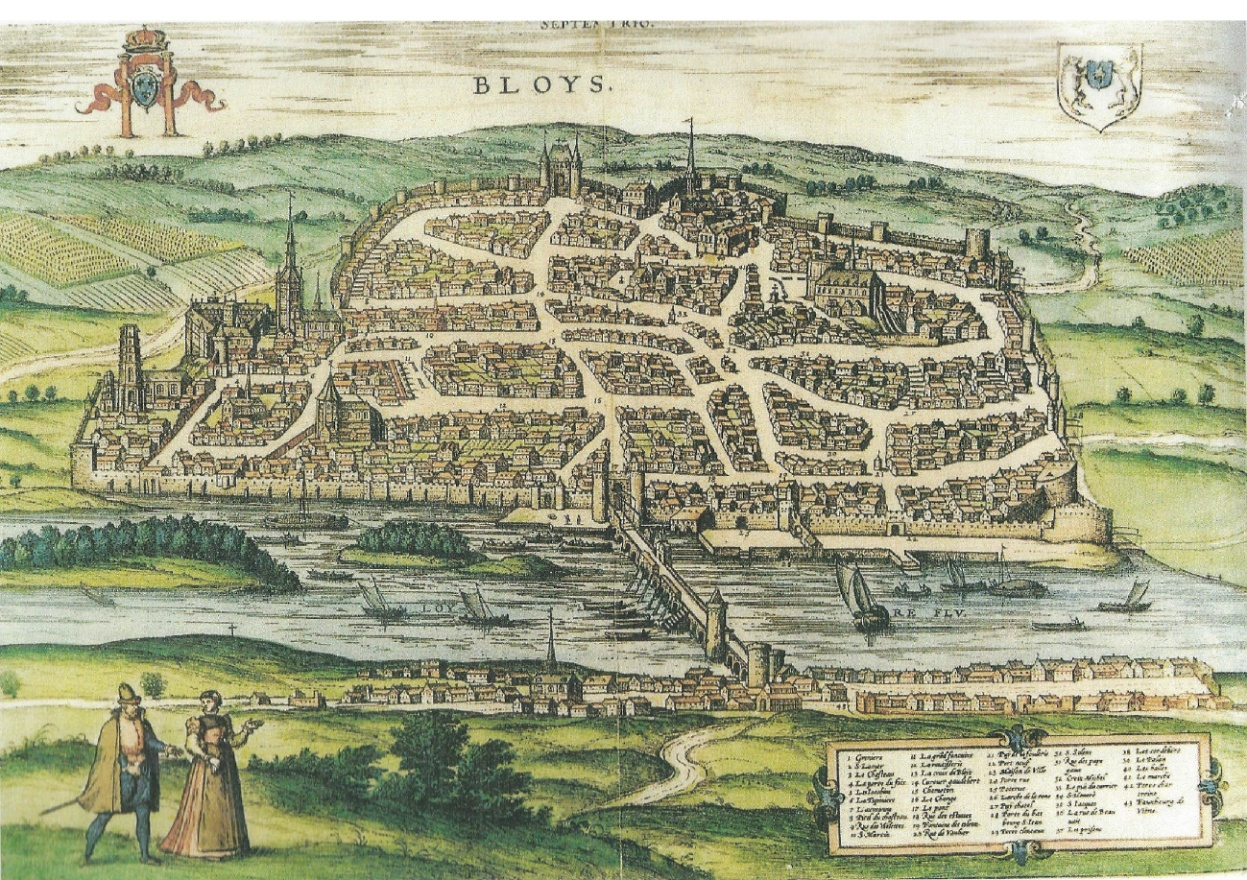
La iglesia de San Solen es visible a la derecha en la vista a vuelo de pájaro de François de Belleforest (1575).

De la iglesia medieval solo subsisten la base del campanario y la cripta, sobre la cual se construyó el nuevo coro. De hecho, la iglesia fue completamente reconstruida por tercera vez a partir de 1544 en estilo renacentista, con una ampliación de la nave hacia el norte. Estas obras reflejan el auge arquitectónico que experimentaba Blois mientras los reyes elegían esta ciudad como residencia. La bóveda era entonces de madera, como muchas iglesias de la región (Mer, La Magdalena de Vendôme, Villiers-sur-Loir, etc.).
La cúpula de la torre campanario se completó en 1609.

### Última campaña de reconstrucción y elevación a catedral
En la noche del 6 al 7 de junio de 1678, un huracán devastó la iglesia de San Solen. Los vitrales se rompieron, la bóveda se derrumbó y los pilares fueron destruidos; hoy en día, solo subsisten la fachada y la torre campanario del edificio renacentista. La cuarta reconstrucción, esta vez en estilo gótico, tuvo lugar entre 1680 y 1702 bajo la dirección del arquitecto Arnoult-Séraphin Poictevin (fallecido en 1720). Fue impulsada principalmente por el teniente general del bailiazgo de Blois, Jacques Belot, quien logró persuadir al ministro Colbert, cuya esposa era de Blois, para presentar el proyecto al rey Luis XIV, quien concedió su pleno financiamiento. Los maestros albañiles seleccionados eran ambos de Blois (Jean Habert y Jean Jacquet).
Aquellas obras iniciaron otros grandes desarrollos en la ciudad en la primera mitad del siglo XVIII, incluyendo la construcción del palacio episcopal (actual ayuntamiento) y las terrazas del Obispado, así como el puente Jacques-Gabriel y el acondicionamiento de los muelles del río Loira.
Mientras tanto, se buscaba reducir el tamaño de la inmensa diócesis de Chartres. Finalmente, el obispado de Blois fue erigido en 1697 y, después de algunas dudas con la prestigiosa abadía de San Lomer, se eligió la aún incompleta iglesia de San Solen para convertirse en la catedral del nuevo obispado. Luis XIV ofreció el altar mayor en 1698, y luego la tribuna del órgano en 1704.
La catedral fue oficialmente consagrada por el segundo obispo de Blois, don François Lefebvre de Caumartin, bajo la advocación de san Luis, rey de Francia, el 9 de julio de 1730.

### Durante la Revolución

#### Primeros efectos
Durante la década de 1790, la voluntad revolucionaria de suprimir la influencia de la Iglesia en la sociedad republicana perturbó todos los lugares de culto en Blois.
Aunque muchas iglesias fueron destruidas, la majestuosa catedral se conservó y fue convertida en templo de la Razón para los cultos decadarios. La presencia del abate Grégoire, obispo constitucional, no fue suficiente para preservar su estado. Todo su mobiliario fue vendido: altares, relicarios, orfebrería, estatuaria, etc. Solo sobrevivieron el altar mayor y los grandes órganos que ofreció Luis XIV.

#### Relegación a la iglesia de San Luis
El edificio vuelve a ser una iglesia parroquial y pierde temporalmente su estatus de catedral cuando el Concordato suprime la diócesis de Blois y lo une a la de Orleans.
El abate Mathurin Gallois, párroco entre 1803 y 1817, emprenderá la restauración de la iglesia de San Luis, muchas veces con sus propios fondos. Restaura el altar mayor y agrega candelabros, sagrario y cruz. Restaura las capillas laterales devastadas con nuevos altares, retablos, predelas, confesionarios... La iglesia había recuperado su esplendor cuando murió en 1817.

#### Restablecimiento de la catedral
En 1823, se restablece la diócesis de Blois, y la iglesia vuelve a ser catedral: Philippe-François de Sauzin es nombrado obispo en julio, sucediendo al párroco Jean-François Martin de Boisville.

### Últimos cambios desde 1850

#### Restauración delsigloXIX
En 1850 se habilitó una capilla lateral para albergar la sepultura de los obispos de Blois.
Una gran campaña de trabajos se inició a partir de 1860 bajo la dirección del arquitecto blesiano Jules de La Morandière. Se añadió una capilla axial al deambulatorio, dedicada a Nuestra Señora, según el Voto de Luis XIII. Se encargaron cinco vitrales que ilustran la vida de san Luis al famoso vidriero Lucien-Léopold Lobin de Tours para ser instalados en el coro (ventanas nº 100 a 104). Este último produjo otros nueve vitrales con personalidades más variadas para el deambulatorio.
| Vitrales de Lobin en Blois                                    |
| Los santos Solen y Luis , patrones históricos de la catedral. |
|                                                               |
| Los santos Solen y Luis, patrones históricos de la catedral.  |

#### Comienzos del sigloXX
En la década de los 1930, la cripta fue excavada y rehabilitada gracias al trabajo del doctor Frédéric Lesueur, historiador de Blois.
Desafortunadamente, la reforma posterior al Concilio Vaticano II en los años 1960 dejó huellas. En la nave, el púlpito fue destruido sin autorización, y el banco de los canónigos desapareció. Las banderas que adornaban la catedral fueron guardadas. En el coro, las rejas de cierre fueron cedidas a los compañeros de Emmaús, el número de estalas se redujo a la cuarta parte. Pero el gran altar fue afortunadamente conservado, restaurado en su lugar original, en la entrada del coro, en una posición llamada "a la romana". Y la cátedra sigue siendo la misma que el obispo de Sauzin dejó cuando se restableció la diócesis de Blois en 1823.

#### Los vitrales de Jan Dibbets
El gran proyecto de la catedral en el siglo XX fue la creación de las vidrieras, ya que la catedral nunca había tenido ninguna desde su reconstrucción tras el huracán de 1678. La obra fue confiada por Jack Lang, ministro de Cultura y alcalde de Blois, al artista holandés Jan Dibbets en 1992. Apasionado del simbolismo cristiano, el artista encontró una hermosa colaboración con el canónigo Dominique Dupont (1944-2020), párroco de la catedral, para elaborar un programa que no era sólo un catecismo, sino una verdadera obra teológica. El talentoso maestro vidriero Jean Mauret las creó. Las nuevas vidrieras cubren treinta y tres tramos, altos y bajos, y representan una superficie total de más de 360 m².
Las vidrieras inferiores ilustran el adagio del Concilio Vaticano II: "La Eucaristía es fuente y culmen de toda vida cristiana".
Los vanos superiores están ordenados como una progresión hacia el misterio divino. Los símbolos cristianos (vid, ancla, tetragrámaton) acompañan a los cristianos en la nave, junto con los santos (San Luis, San Pedro y San Pablo), hacia el coro marcado por Cristo y la Virgen María. En el santuario, se honra a la Trinidad en sí misma (ventana norte) y revelada en Jesucristo (ventanas sur).
La composición, sin pretender ser iconoclasta, es anicónica, siguiendo una tradición muy minoritaria en la Iglesia católica, pero que puede vincularse a Raban Maur. Esta tradición está presente en el valle del Loira gracias a la obra del obispo Patrice de Saint-Dié en el siglo XVII.
Además de su significado estético y católico, las vidrieras de Dibbets tienen la gran ventaja de respetar la luz que inunda la catedral, en el espíritu de los constructores de finales del siglo XVII.
Las vidrieras se inauguraron en 2000, en presencia de la reina Beatriz de Holanda, Jack Lang y de Germiny, obispo de Blois.

### La catedral en el sigloXXI
La mitad sur de los vitrales modernos de la nave fue dañada en julio de 2005 debido a una violenta tormenta de granizo. En 2009, estos 18 vitrales de Jan Dibbets fueron los primeros elementos en ser restaurados aprovechando el "Plan Cathédrales" de la región Centro lanzado el mismo año. Desde entonces, todos los vitrales están protegidos.
Entre marzo de 2015 y abril de 2017, las fachadas laterales fueron renovadas, incluyendo también el tejado, que ahora está cubierto con pizarras de España.
La campaña de restauración finalizó en julio de 2018 con la restauración de la puerta principal de acceso, recuperando así su color ocre original, gracias a una mezcla tradicional de harina y aceite de linaza, como en el siglo XVI.
El 22 de noviembre de 2014, el papa Francisco nombró a Jean-Pierre Batut como obispo de Blois, en sucesión de Maurice Le Bègue de Germiny, quien renunció debido a la edad, e ingresó a la catedral el 11 de enero de 2015. Sin embargo, el 26 de junio de 2023, renunció a su cargo de obispo por razones de salud, y se convirtió en obispo auxiliar de Toulouse. Desde entonces, la sede está vacante.

## Arquitectura

### Generalidades

#### Materiales
La catedral está construida principalmente con piedra de sillería proveniente de las antiguas canteras de Beauce, donde el toba (característico de Blois y del valle del Loira) es abundante.
En cuanto al tejado, está compuesto de pizarra, inicialmente procedente de Anjou (oeste de Francia), pero desde 2015 se ha reemplazado por pizarra de origen español.

### El exterior

#### La fachada principal
Datada a mediados del siglo XVI, la fachada oeste es un testimonio de un compromiso entre el estilo gótico tardío tradicional y los inicios del clasicismo. En ella se encuentran elementos medievales como las gárgolas, los contrafuertes coronados por pináculos y el frontón agudo que lo corona todo, así como elementos clásicos como el frontón triangular y los medallones en altorrelieve en las enjutas.

#### La torre-campanario
La parte más notable de la catedral es su majestuosa torre campanario, situada al norte de la fachada y que domina toda la ciudad. Aunque su base data del siglo XII, su construcción comenzó en 1544. De estilo renacentista, está provista de columnas jónicas y corintias. El último piso está coronado por una cúpula rematada con un linternón, erigido en 1609. Esta cúpula se parece mucho a las que coronan las dos torres de la catedral de San Gaciano de Tours, cuya construcción se completó en 1547. Es probable que la torre-campanario sea obra de Jean Delespine, quien participó en la construcción del castillo de Valençay alrededor de 1540.
Siendo uno de los puntos más altos de la ciudad, la torre campanario está actualmente equipada con un pararrayos.
|                                                                    |
| La doble torre campanario de la catedral de San Gaciano, en Tours. |

|                          |
| La torre única de Blois. |

|                                  |
| Cúpula del castillo de Valençay. |

#### Las campanas
La torre campanario alberga siete campanas que suenan do, re, mi, fa, sol, do sostenido y re sostenido.
Fundidas en el siglo XIX por Nicolas IV, de la familia de Cavillier, las campanas fueron restauradas en 2013.

### El interior

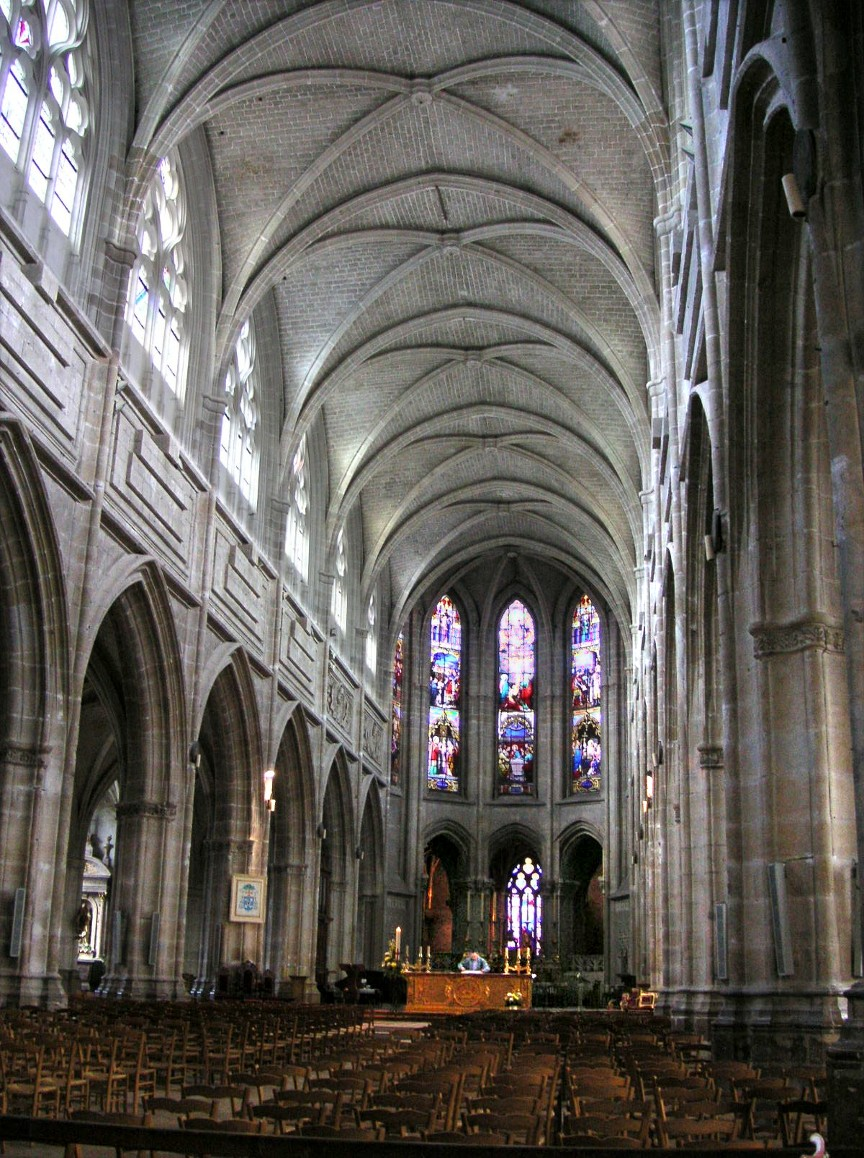
Vista general del interior de la catedral de Blois.

La catedral está compuesta por una amplia nave con colaterales norte y sur (1680–1702), en los cuales se abren capillas laterales, así como un coro con su deambulatorio. No tiene transepto.

#### El coro
El coro posee un ábside de cinco lados de los siglos XVI y XVII. Alrededor del coro, el deambulatorio se añadió a finales del siglo XVII, y las capillas radiales datan del siglo XIX. Los pilares torsionados son una imitación del estilo Luis XII, ejemplo típico de la imitación de estilos pasados bajo el Segundo Imperio.En las ventanas altas se encuentran algunos de los vitrales del siglo XIX realizados por Lobin.

#### La nave y sus capillas laterales
Después del huracán de 1678, solo se reutilizaron la fachada, el ábside de cinco lados y los pilares del coro. En esa ocasión se cubrió por primera vez el santuario con una bóveda de ojivas.
La iglesia tiene una sola capilla muy antigua, que data del siglo XII y está situada a la izquierda bajo la torre, con bóveda de ojivas de la época que descansan sobre capiteles con hojas de acanto.
Frente a esta, en el lado derecho de la primera capilla, se encuentra un bajorrelieve de mármol recuperado del sepulcro de Anna Leszczynska, la madre del rey de Polonia y duque de Lorena, Estanislao Leszczynski, fallecida en Blois durante su exilio en Francia.
La catedral alberga además otro bajorrelieve de mármol blanco llamado La Memoria y la Meditación, obra de Louis II Lerambert, fechada en 1660.
| Los bajorrelieves |
| Mujer arrodillada ante la muerte , bajorrelieve del sepulcro de la reina madre de Polonia , Anna Leszczynska (artista desconocido, siglo XVIII ). |
| |
| Mujer arrodillada ante la muerte, bajorrelieve del sepulcro de la reina madre de Polonia, Anna Leszczynska (artista desconocido, siglo XVIII).    |

La catedral también contiene tres relieves que representan a cada uno de sus patronos históricos.
| Los relieves patronales |
| Relieve de san Solen .  |
|                         |
| Relieve de san Solen.   |

Además de la nave, la catedral cuenta con 13 capillas laterales. Se dedican a:
- en el ala norte:
  - San Solen, obispo de Chartres bajo Clodoveo,
  - San Gil, ermitaño ateniense que viajó por Europa,
  - Santa Ana, abuela de Jesús,
  - San Pedro, apóstol,
  - Sagrado Corazón,
  - San José, esposo de María según la Biblia;
- en el ala sur:
  - Capilla de las Fuentes Bautismales,
  - Capilla de los Enfermos y de la Buena Muerte,
  - Santa Teresa de Lisieux, santa francesa del siglo XIX,
  - San Expedito, santo controvertido,
  - Santo Ángel de la Guarda,
  - San Pablo, apóstol,
  - Padre Daniel Brottier,
  - Carlos de Blois, santo nacido en Blois, hijo del conde Guido I.

|                          |
| La capilla de San Solen. |

|                                                                                      |
| La capilla del Beato Carlos de Blois, con una pintura de Enrico Bottoni (siglo XIX). |

Aunque existe una estatua ecuestre en las terrazas del Obispado, ninguna capilla de la catedral está dedicada a Juana de Arco (que pasó por la ciudad), a diferencia de la mayoría de las iglesias restantes de Blois. Sin embargo, un tapiz con su efigie adorna uno de los pilares de la nave de la catedral.

#### Los órganos

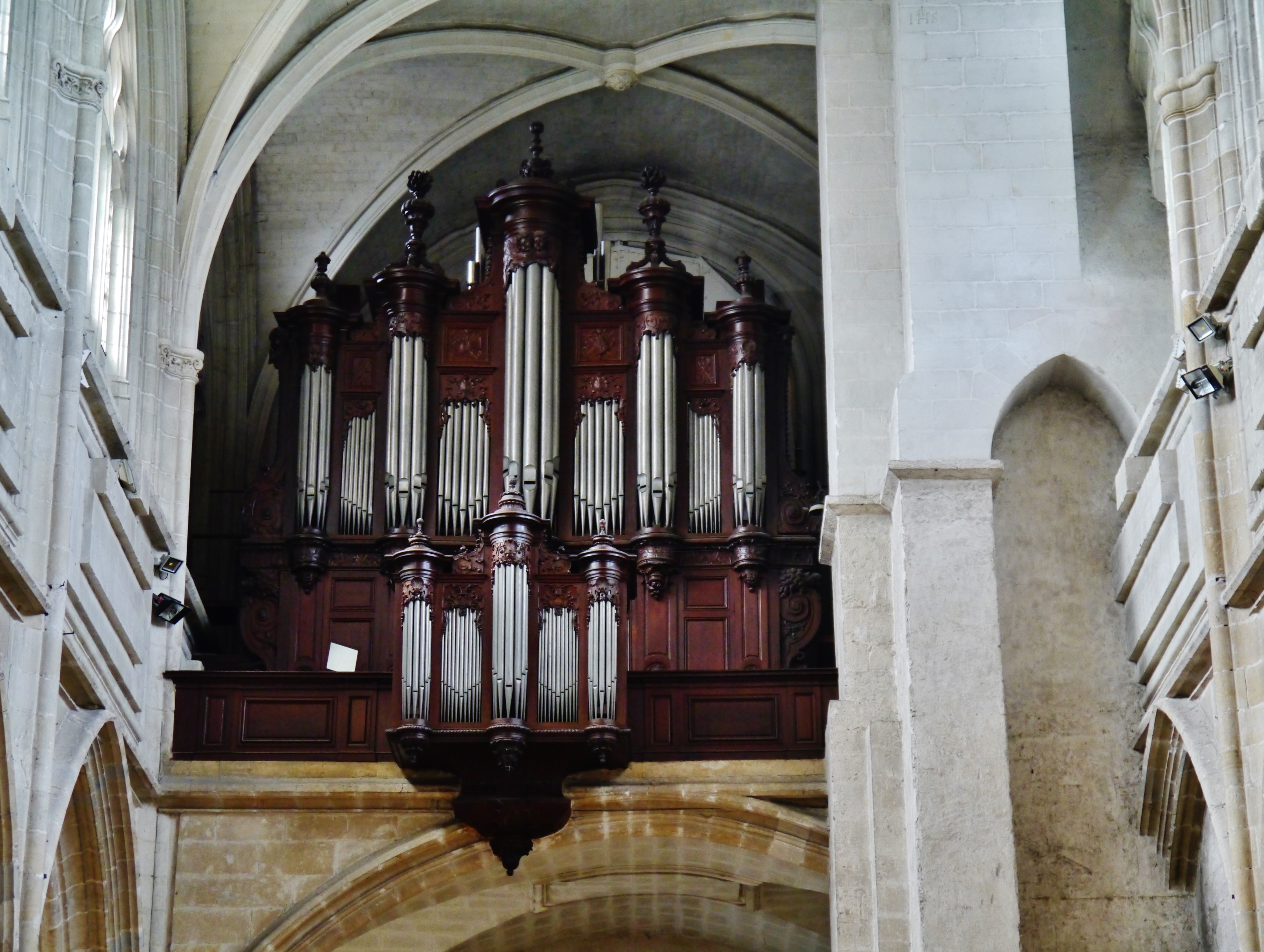
Órganos de la catedral de Blois.

El órgano fue construido por Robert Clicquot y su hijo Jean-Baptiste, y el mueble fue ofrecido por Luis XIV en 1704; el órgano fue aceptado por Nicolas Lebègue. Sobrevivió a la tormenta revolucionaria con algunos daños, pero escapó a la destrucción. Fue reparado por Jean-Baptiste Isnard y otros fabricantes antes de la intervención de Joseph Merklin a partir de 1880. Este último construyó un nuevo órgano siguiendo el gusto de la época y con todas las mejoras técnicas de la época, conservando el mueble de los Clicquot; el concierto de inauguración fue interpretado por Alexandre Guilmant. Luego, hubo una renovación en un estilo neoclásico en 1954 por Joseph Gütschenritter hijo, antes de la inauguración del instrumento restaurado por André Marchal. El instrumento fue restaurado por Bernard Hurvy en 2000.
El mueble está clasificado como "Monumento Histórico" desde 1908 y la parte instrumental desde 1979.
El órgano tiene 32 juegos en tres teclados manuales y pedal. Las transmisiones son mecánicas con máquina Barker en el Gran Órgano. Se desconoce el número de tubos.

#### La cripta

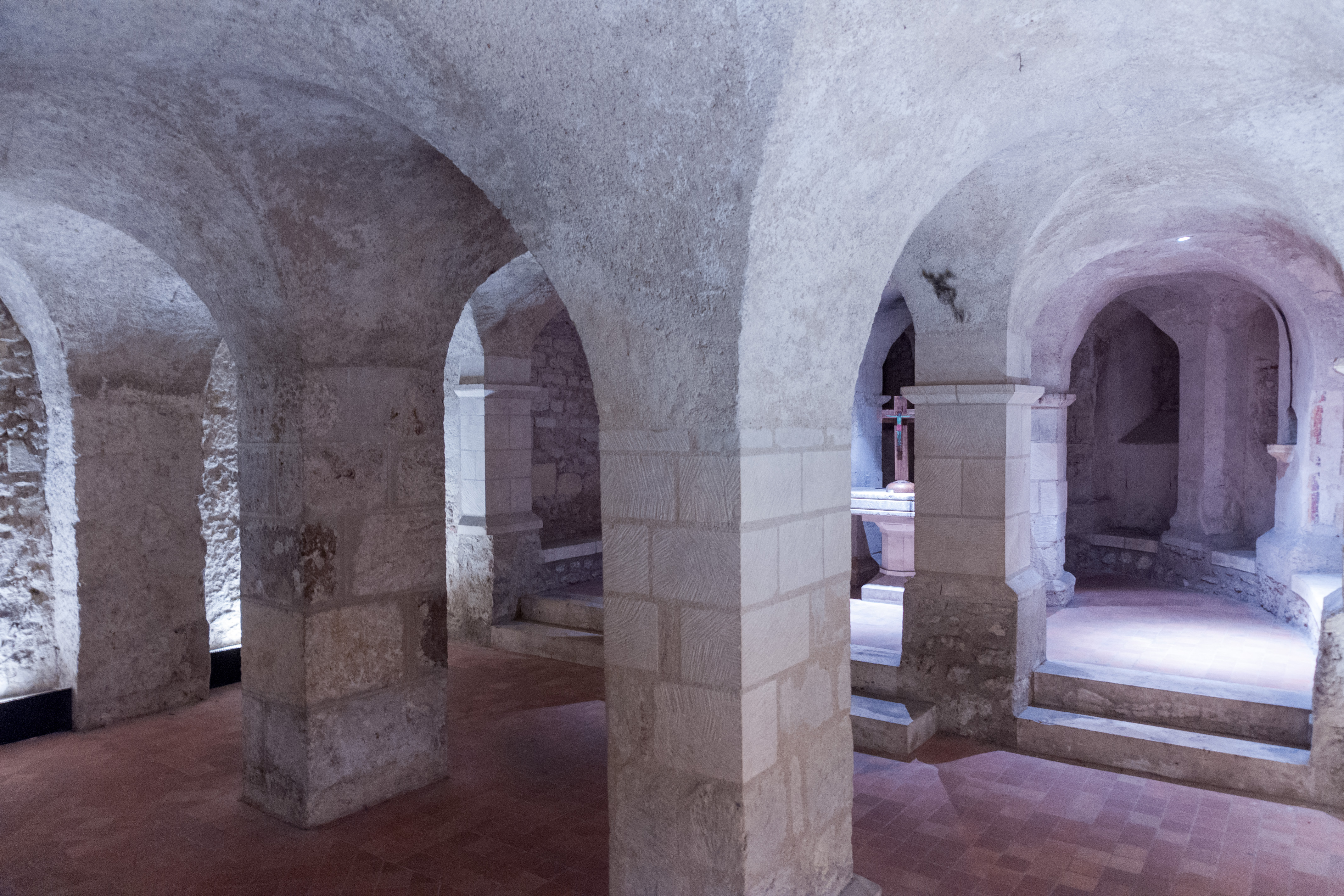
La cripta de San Solen.

La cripta de San Solen se encuentra debajo del coro de la catedral. Fue en 1927 cuando se descubrieron los restos de una iglesia carolingia, construida a finales del siglo X por los condes de Blois para albergar las reliquias de san Solen, obispo de Chartres en la época de Clodoveo I. Más tarde, en el siglo XII, durante la construcción de la iglesia siguiente, el coro de esta iglesia carolingia se convirtió en una cripta.
En la cripta solo se conserva la nave central y el ábside de esta antigua iglesia basílica. Detrás del altar, se puede ver la huella de su ábside semicircular. A la izquierda, una bóveda alberga las tumbas de los obispos de Blois.

## Galería de imágenes

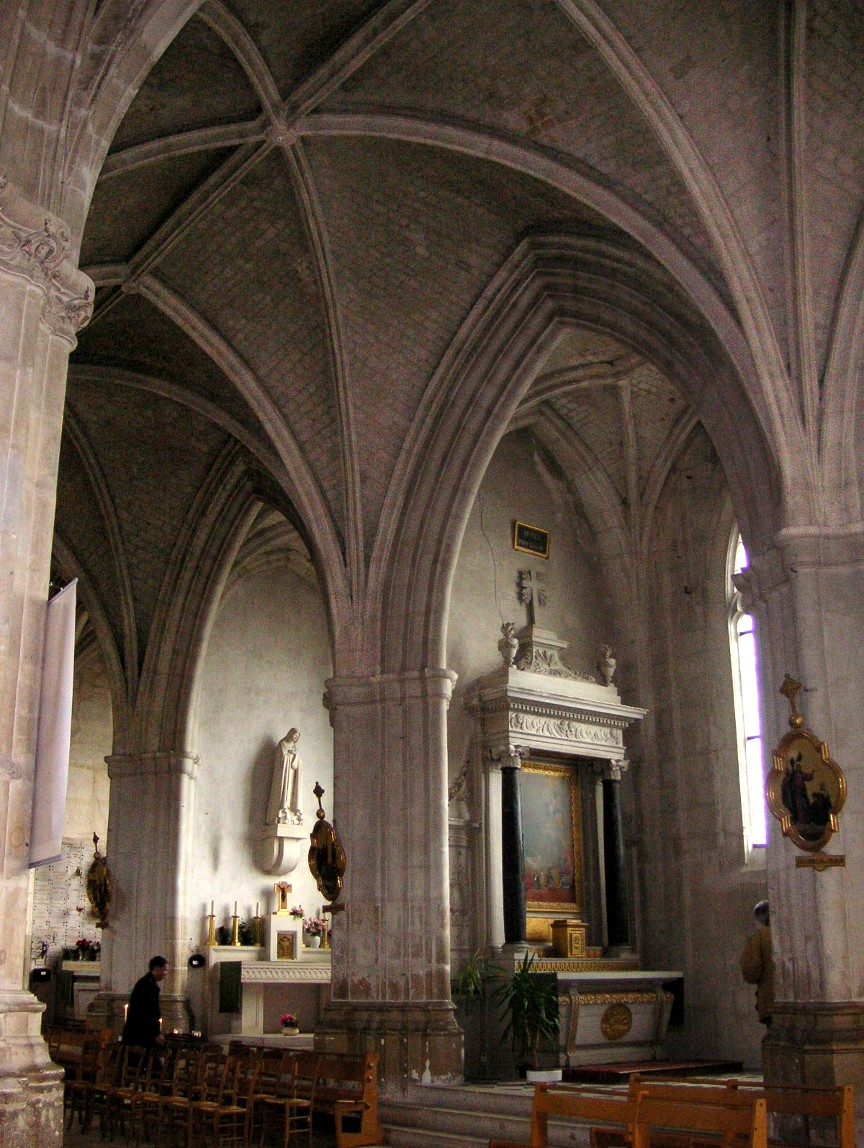
Las capillas laterales se abren a la nave.
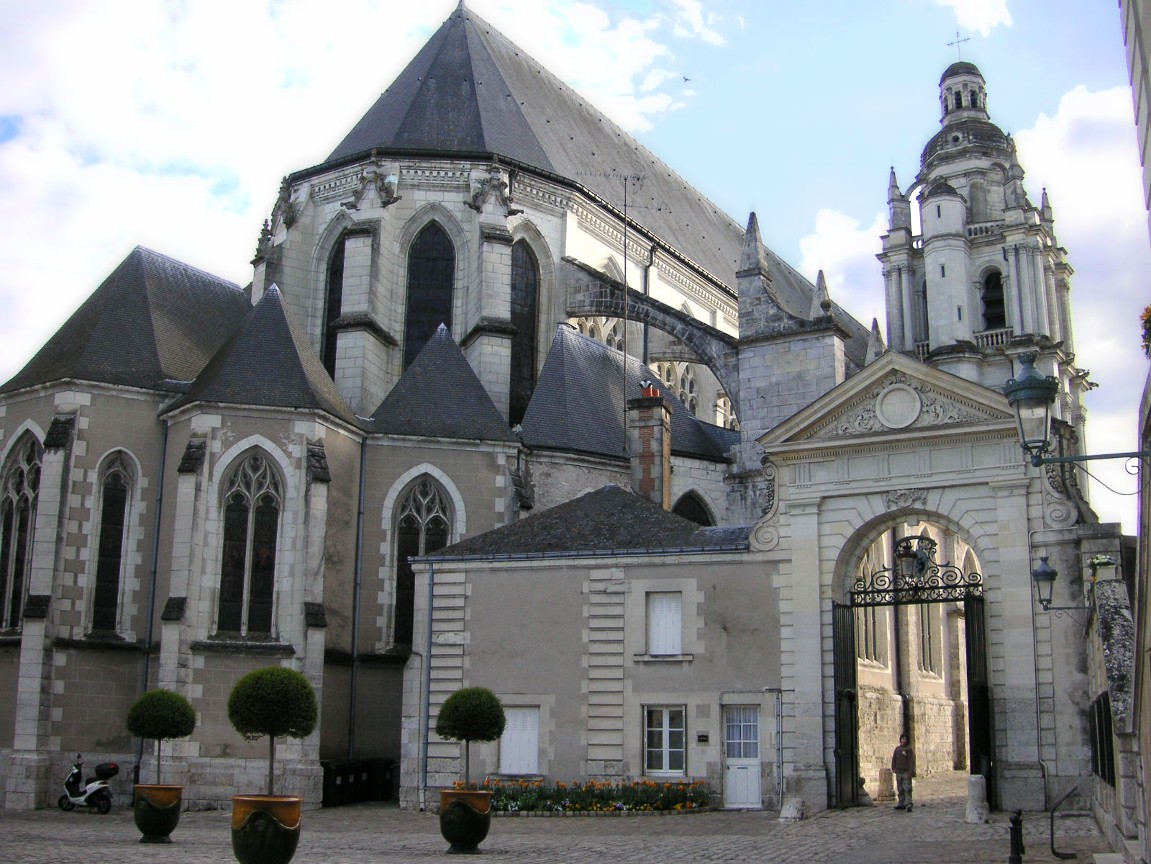
Vista de la cabecera correspondiente al ábside del coro de 5 lados.
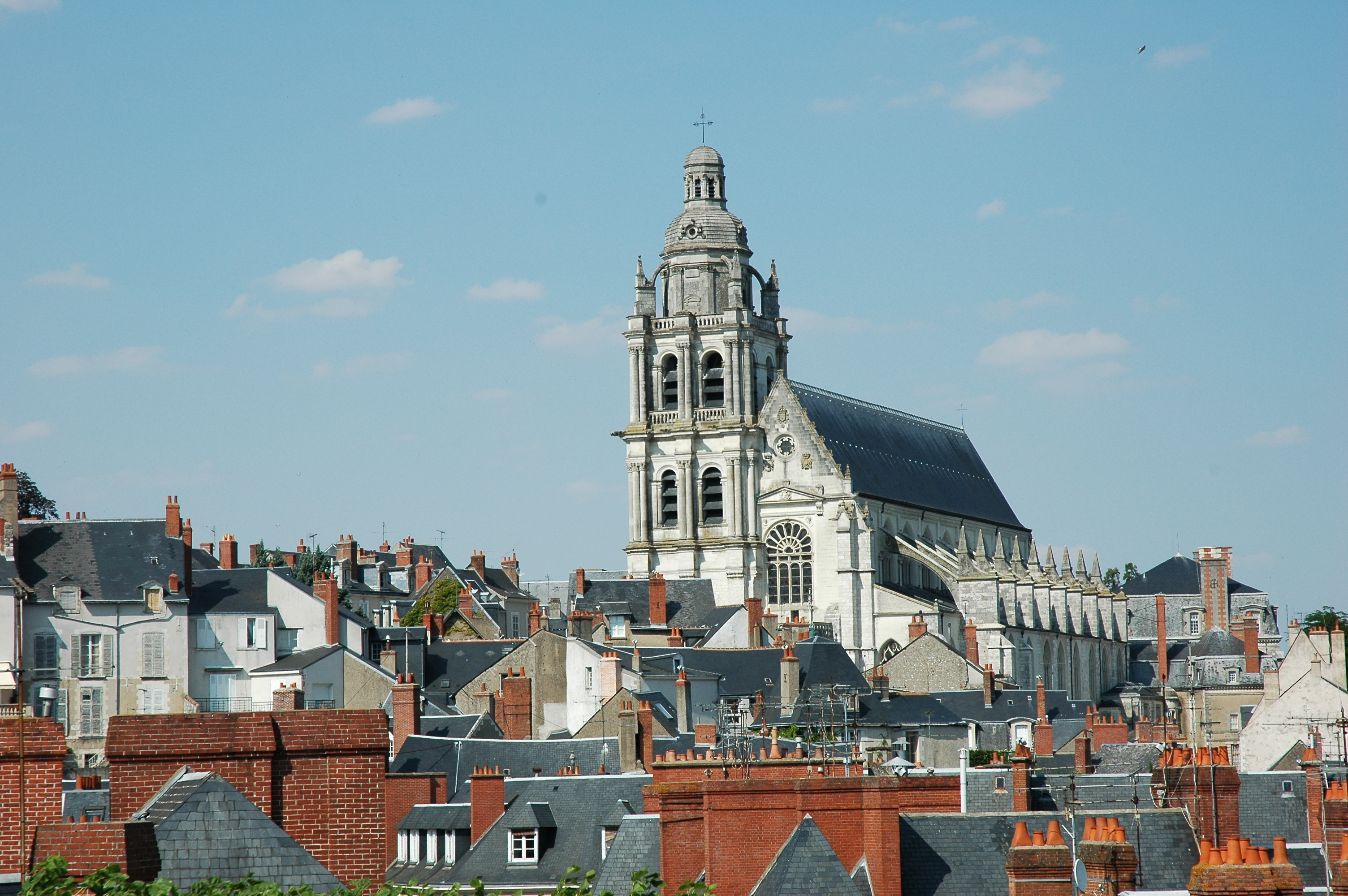
La catedral vista desde el peñón del castillo.
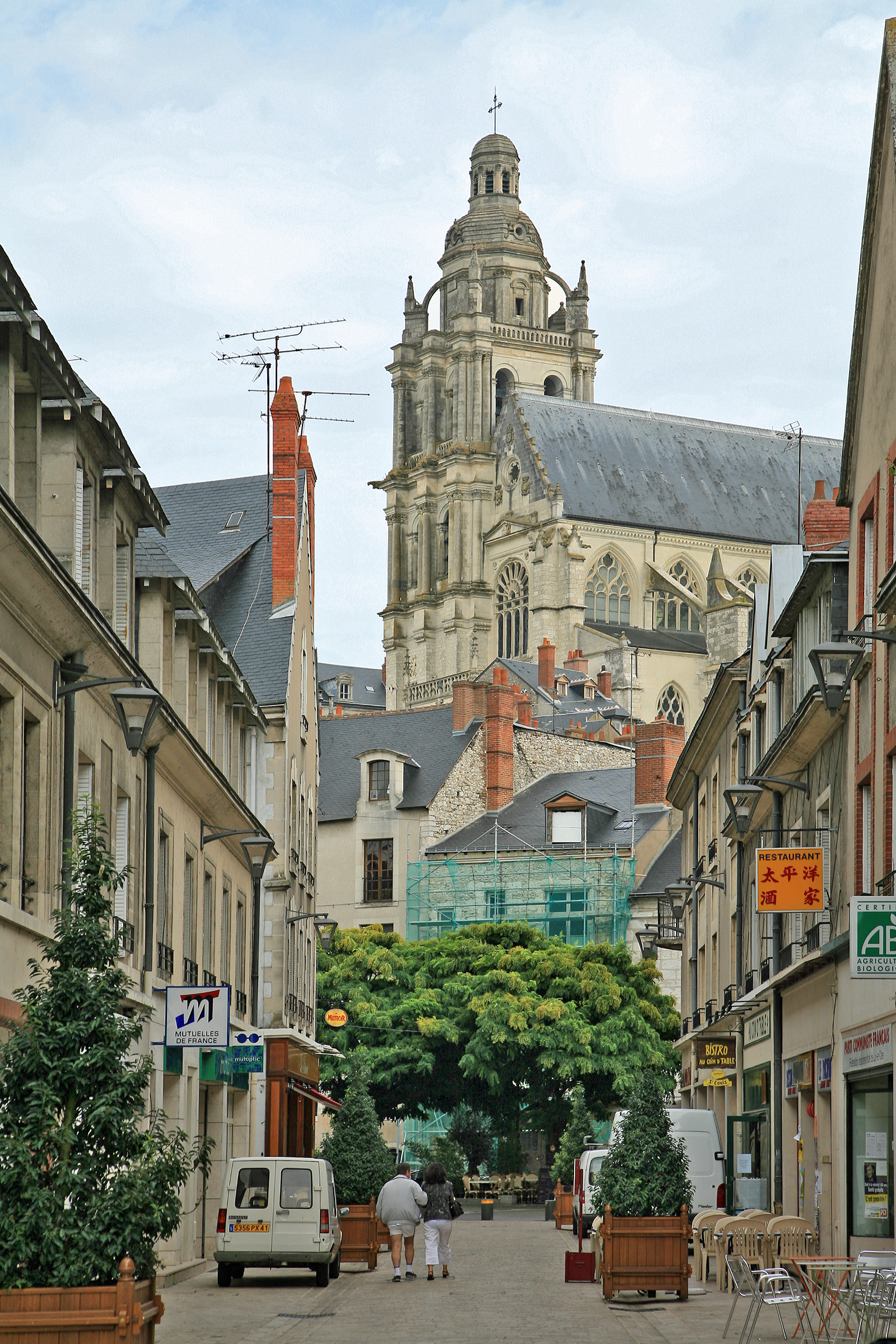
La catedral vista desde la place de la Résistance.
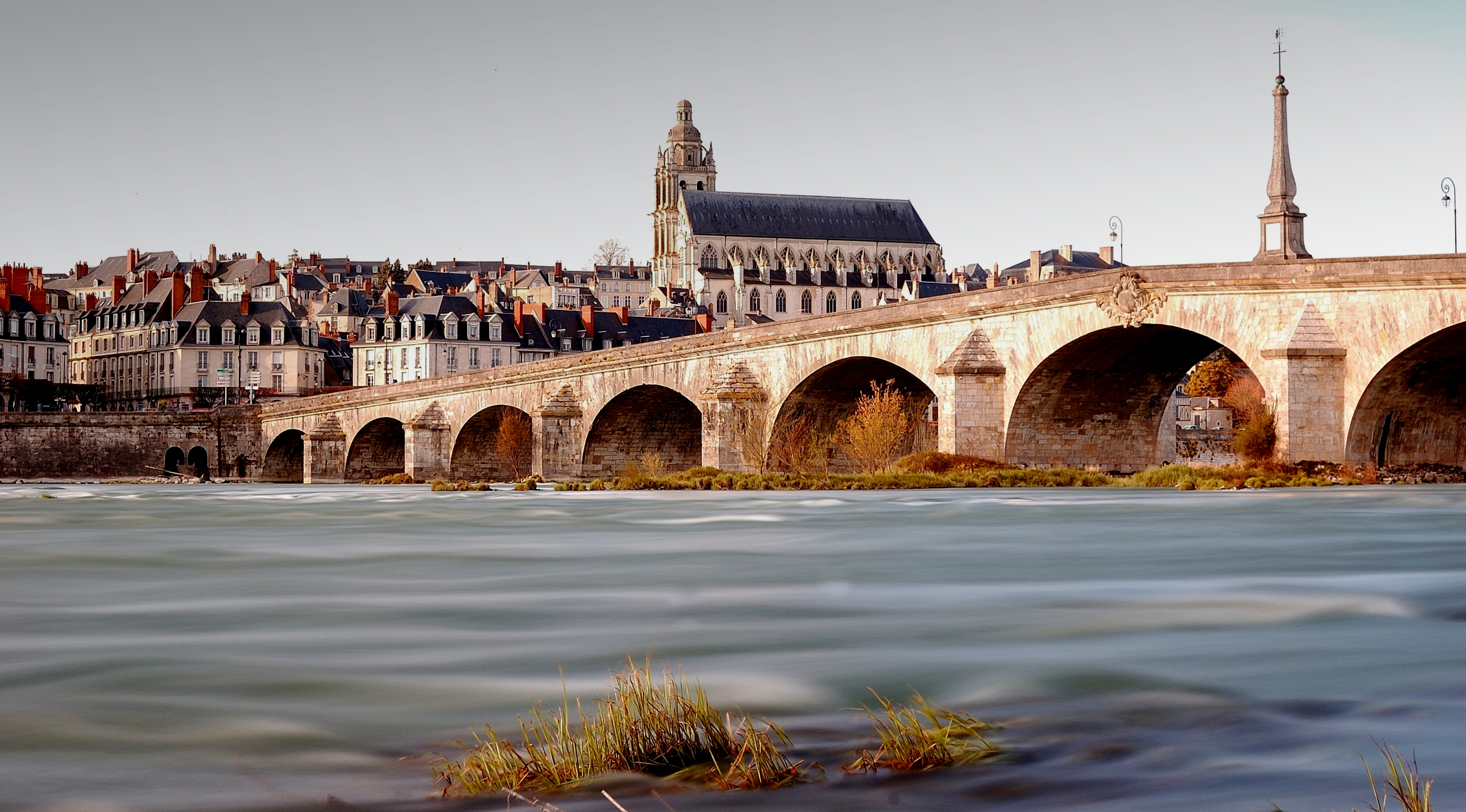
La catedral detrás del puente Jacques-Gabriel, vista desde el barrio Vienne.
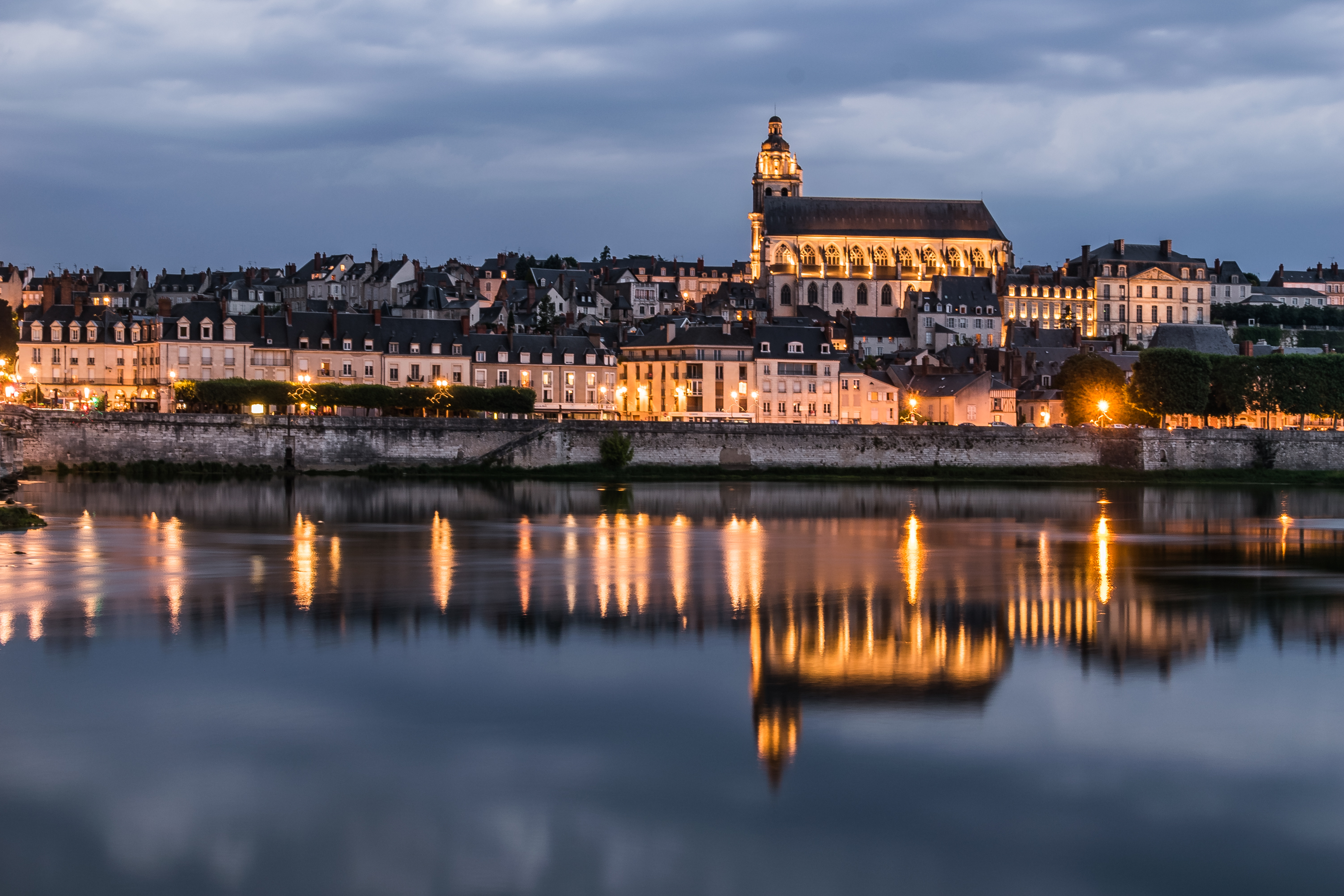
La catedral reflejándose en el río Loira.
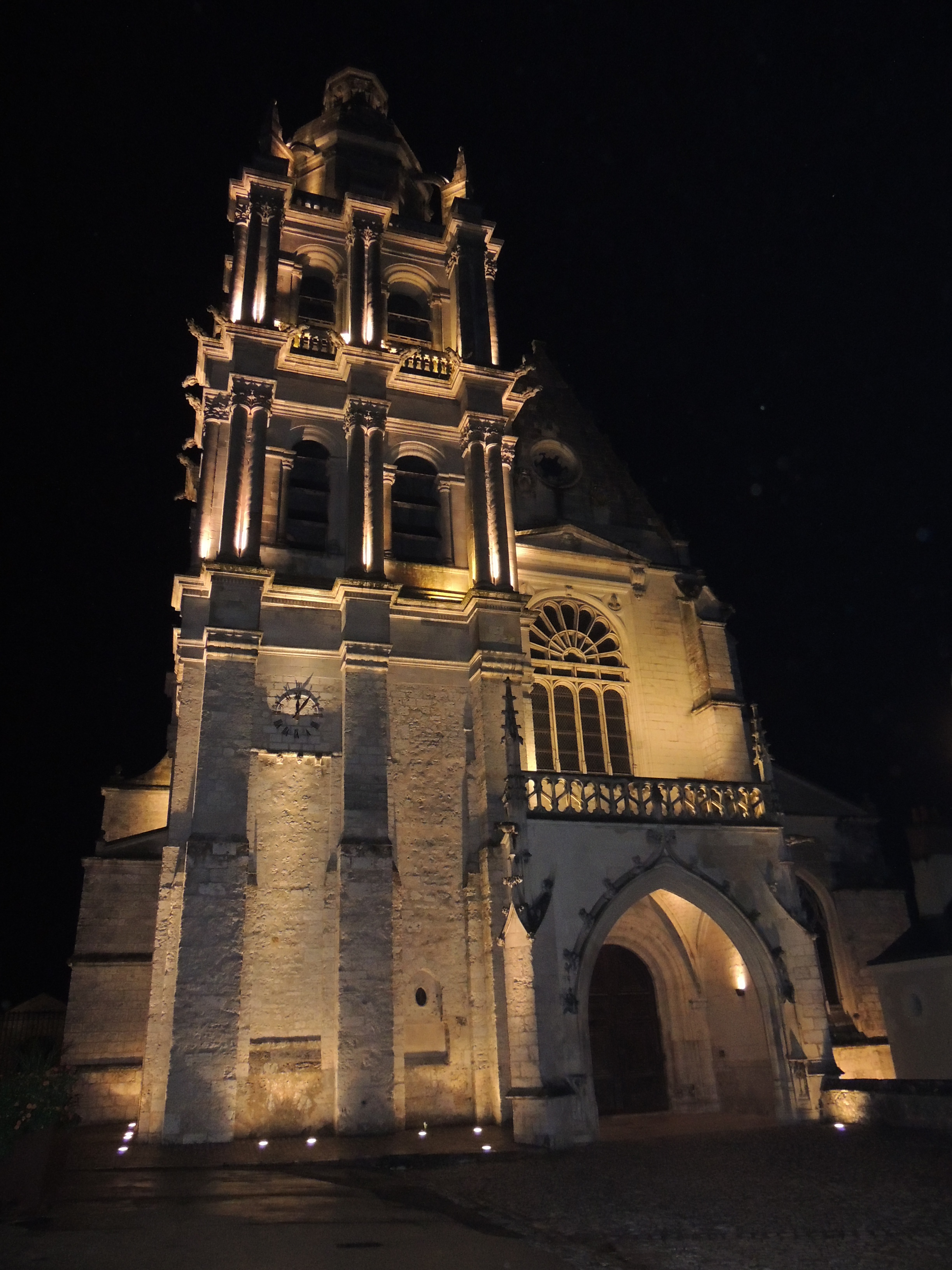
La fechada de la catedral por la noche.

## Véase también

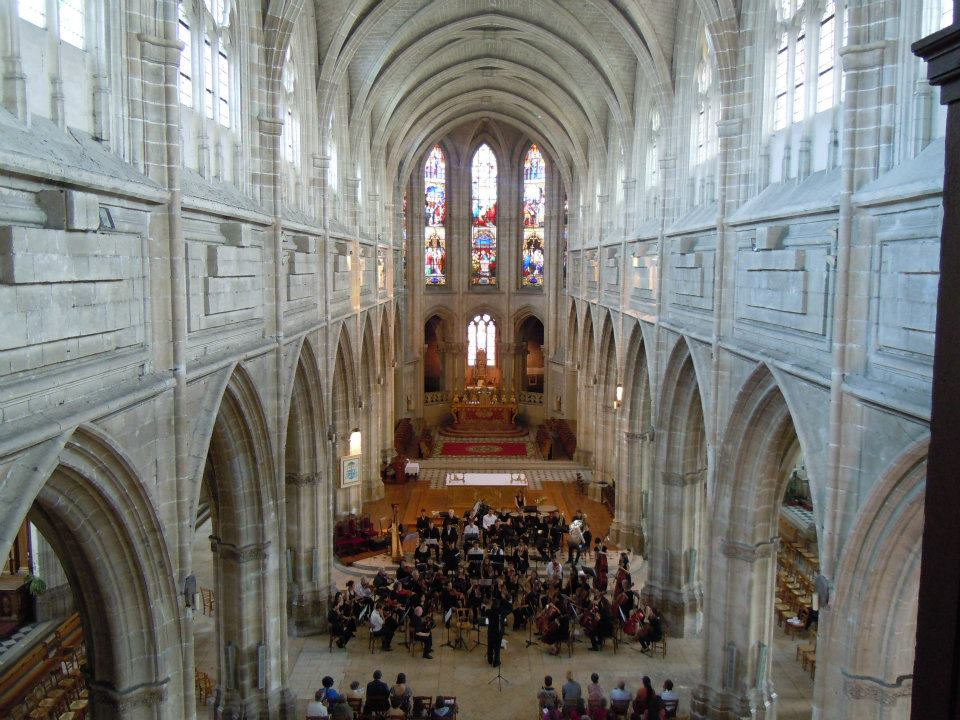
Vista interna